# Oddzielność skał magmowych
Zasugerowano, aby zintegrować ten artykuł z artykułem Skały magmowe (dyskusja). Nie opisano powodu propozycji integracji.

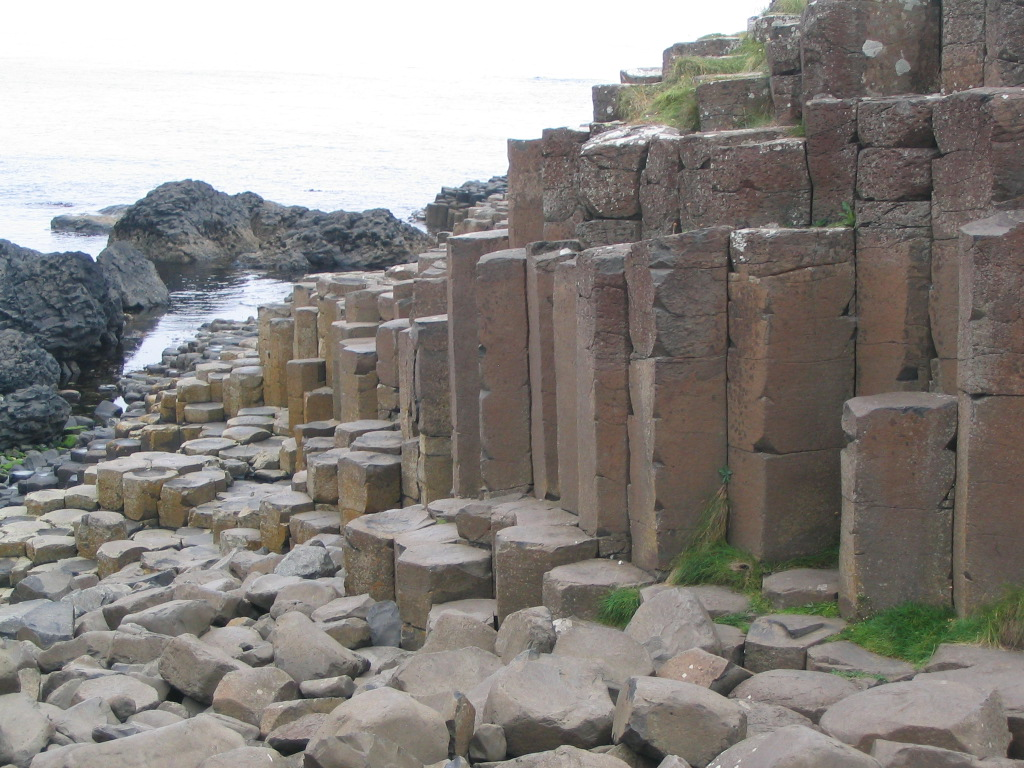
Oddzielność słupowa bazaltu

Oddzielność skał magmowych – podział spękaniami skały magmowej wzdłuż powierzchni lub płaszczyzn ciosowych zachodzący podczas krzepnięcia magmy.
Proces oddzielności w skałach magmowych zachodzi podczas krzepnięcia magmy. Stygnięcie magmy nie kończy się w chwili całkowitego skrzepnięcia, lecz trwa. Powstająca skała w wyniku oziębiania kurczy się i zmniejsza swoją objętość. W wyniku naprężeń wewnętrznych pęka. Wielkie masywy skał magmowych nie stanowią zwartej bryły skalnej, lecz są pocięte systemem spękań. System spękań bywa zazwyczaj prawidłowy. W zależności od ułożenia pęknięć bloki skalne mają odpowiednie kształty. Jednym z ciekawszych rodzajów oddzielności jest oddzielność słupowa. Skała podzielona jest wtedy na przylegające do siebie słupy, które w przekroju mają kształt wielokąta, najczęściej 4-6-bocznego. Taka oddzielność jest charakterystyczna dla bazaltów i dla niektórych porfirów.